# Chiépo
Chiépo este o comună din departamentul Divo, regiunea Sud-Bandama, Coasta de Fildeș.